# Akysis subtilis
Akysis subtilis es una especie de pez de la familia Akysidae en el orden de los Siluriformes.

## Morfología
• Los machos pueden llegar alcanzar los 4 cm de longitud total.
- Número de  vértebras: 35-36.[1][2]

## Distribución geográfica
Se encuentran en Asia: cuenca del río Mekong en Laos y Tailandia.